# 韩国国字

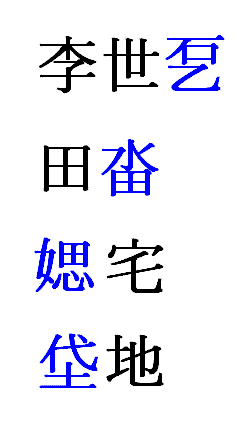
韓國國字例子：李世乭（李世乭）、田畓、媤宅、垈地

朝鲜国字（：／），又称韓國製漢字（：／），是指在朝鮮半島产生的自造漢字，与日本的国字和越南的喃字相当。

## 国字构成

### 會意
- ，意即“水田”。
- （訓讀），意即「馬跑」。

### 组合
- ，由两个汉字与组合而成。

## 朝鲜国字列表
右边括号内是对应的諺文。
- （音未詳）